# Asilus marginatus
Asilus marginatus là một loài ruồi trong họ Asilidae. Asilus marginatus được Geoffroy trong Fourcroy miêu tả năm 1785.